# Zwarte Oogstelsel

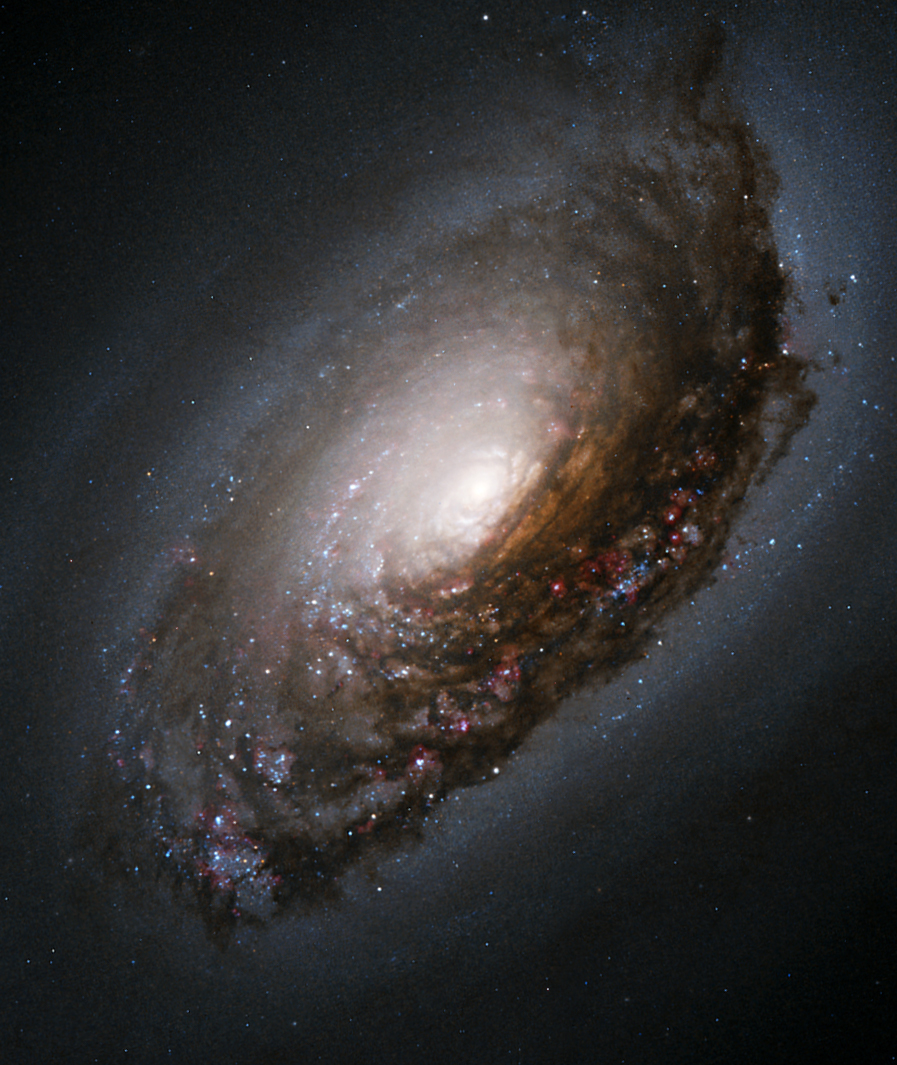
Het centrum van het Zwarte Oogstelsel

Het Zwarte Oogstelsel (Messier 64 / NGC 4826) is een spiraalvormig sterrenstelsel (Type Sb) in het sterrenbeeld Hoofdhaar (Coma Berenices). In 1779 ontdekte Edward Pigott (1753-1825) het sterrenstelsel als eerste en 12 dagen later werd het onafhankelijk van hem door Johann Elert Bode gezien. De Franse kometenjager Charles Messier nam het object als nummer 64 op in zijn lijst van komeetachtige objecten.
Het spiraalstelsel ligt op ongeveer 19 miljoen lichtjaar van de Aarde, althans, de schattingen lopen uiteen van 12 miljoen tot 25 miljoen lichtjaar. De ware diameter van Messier 64 bedraagt ongeveer 51.000 lichtjaar. Het meest opvallend aan dit stelsel is de prominente stofbaan die zelfs in kleinere amateur telescopen goed te zien is. William Herschel zag deze stofbaan als eerste in 1785 en gaf het object zijn bijnaam.
Uit de afstand en de schijnbare helderheid van het Zwarte Oogstelsel blijkt dat de absolute helderheid -20,3 magnitude bedraagt. Er zijn tot op heden geen supernovae in dit sterrenstelsel waargenomen.
Messier 64 is een sterrenstelsel waarin nog steeds vrij actieve stervorming plaatsvindt, waarvan de stofbaan getuigt. Een van de redenen voor deze activiteit is het feit dat het stelsel twee zones bevat die in tegenovergestelde richting rond de kern van Messier 64 roteren. De frictie die op de grens van deze twee zones ontstaat, is de oorzaak van de sterformatie die plaatsvindt.